# Renno
Renno (korziško Rennu) je naselje in občina v francoskem departmaju Corse-du-Sud regije - otoka Korzika. Leta 1999 je naselje imelo 77 prebivalcev.

## Geografija
Kraj leži v zahodnem delu otoka Korzike znotraj naravnega regijskega parka Korzike, 56 km severno od središča Ajaccia.

## Uprava
Občina Renno skupaj s sosednjimi občinami Arbori, Balogna, Coggia, Guagno, Letia, Murzo, Orto, Poggiolo, Soccia in Vico sestavlja kanton Deux-Sorru s sedežem v Vicu. Kanton je sestavni del okrožja Ajaccio.
1. ↑  »Populations légales 2016«. Nacionalni inštitut za statistične in gospodarske raziskave. Pridobljeno 25. aprila 2019.